# Marc-Oliver Kempf
Marc-Oliver Kempf (ur. 28 stycznia 1995 w Lich) – niemiecki piłkarz grający na pozycji obrońcy.

## Życiorys
W czasach juniorskich trenował w klubach: TSV 1906 Dorn-Assenheim, SV 1919 Bruchenbrücken, SpVgg 08 Bad Nauheim i Eintracht Frankfurt. W latach 2012–2014 był piłkarzem pierwszego zespołu Eintrachtu. W Bundeslidze zadebiutował 27 listopada 2012 w przegranym 1:3 meczu z 1. FSV Mainz 05. 15 lipca 2014 został piłkarzem SC Freiburg. Kwota transferu wyniosła 800 tysięcy euro. Po zakończeniu sezonu 2017/2018 odszedł na zasadzie wolnego transferu do VfB Stuttgart.
Wraz z reprezentacją do lat 21 w 2017 roku wystąpił na Euro U-21 rozgrywanym w Polsce, na którym Niemcy zdobyły mistrzostwo.